# Харабара Андрій Володимирович
Андрій Володимирович Харабара (рос. Андрей Владимирович Харабара; нар. 1 вересня 1985, Новодністровськ, Чернівецька область, УРСР) — російська-казахський футболіст українського походження, півзахисник клубу «Жетису».

## Клубна кар'єра
Вихованець новодністровської ДЮСШ. Першим клубом Андрія Харабари був нижньокамський «Нафтохімік». У першій лізі Росії він став гравцем основного складу. У другій сезон зіграв 29 матчів і забив 1 гол.
На початку 2005 року надійшла пропозиція з Костаная. Харабара перейшов у «Тобол». Грав у кваліфікаційному раунді Кубка УЄФА, перемагав разом з командою в Кубку Інтертото. У 2007 році став володарем кубка Казахстану, а через 3 роки став чемпіоном Казахстану.
З 2011 року грав у талдикорганському «Жетису».
На запрошення Дмитра Огая в січні 2012 року приєднався до алматинська «Кайрату». Але стати основним у команді не зумів й по ходу сезону перейшов у «Сункар». З 2013 по 2014 року виступав в «Актобе».
У 2015 році повернувся в Україну, де на аматорському рівні спочатку виступав в клубі «Агро» (Синьків), а наступного року опинився в «15 громаді» (с. Руданське).
У 2017 році повернувся до Казахстану, де захищає кольори клубу «Жетису».

## Кар'єра в збірній
Виступав у юнацькій збірній Росії під керівництвом Равіля Сабітова.

## Досягнення
- Прем'єр-ліга (Казахстан)
  -  Чемпіон (2): 2010, 2013

- Кубок Казахстану
  -  Володар (1): 2007

- Суперкубок Казахстану
  -  Володар (1): 2014[2]

- Кубок Інтертото
  -  Володар (1): 2007